# Ротелло
Ротелло (італ. Rotello) — муніципалітет в Італії, у регіоні Молізе,  провінція Кампобассо.
Ротелло розташоване на відстані близько 210 км на схід від Рима, 35 км на північний схід від Кампобассо.
Населення — 1192 особи (2014).
Щорічний фестиваль відбувається 7 серпня. Покровитель — San Donato.

## Демографія
Населення за роками:

Станом на 1 січня 2023 року в муніципалітеті офіційно проживав 91 іноземець з 16 країн, серед них 16 громадян країн Євросоюзу.

## Сусідні муніципалітети
- Монтелонго
- Монторіо-ней-Френтані
- Сан-Мартіно-ін-Пенсіліс
- Санта-Кроче-ді-Мальяно
- Серракапріола
- Торремаджоре
- Урурі